# Acanthoplectron umbratum
Acanthoplectron umbratum is een insect uit de familie van de mierenleeuwen (Myrmeleontidae), die tot de orde netvleugeligen (Neuroptera) behoort. 
Acanthoplectron umbratum is voor het eerst wetenschappelijk beschreven door New in 1985.